# Pauline Caro
Pour les articles homonymes, voir Caro et Cassin.
Pauline Caro, née Pauline Cassin le 13 août 1828 à Caen et morte le 26 janvier 1901 à Paris, est une romancière catholique française. Elle a également écrit sous le pseudonyme P. Albane.

## Biographie

### Jeunesse et famille
Pauline Cassin est née à Caen en 1828. Son père est alors professeur de mathématiques au collège royal de la ville.
En 1852, Pauline Cassin se marie à La Roche-sur-Yon avec Elme-Marie Caro, professeur de philosophie au lycée de Rennes. Son père, recteur d'université, meurt en 1853, lors d'une épidémie de typhoïde. Pauline Caro perd un frère et une sœur quelques mois après ce décès.[réf. nécessaire].
Établie à Rouen où son mari enseigne la logique, elle donne naissance en 1853, chez sa mère à Saint-André-sur-Orne, à une fille prénommée Thérèse. Cette dernière épouse l'essayiste et traducteur Jean Bourdeau en 1873 à Paris et meurt trois ans plus tard.
Elme-Marie Caro, devenu membre de l'Académie française en 1874, meurt en 1887.

### Carrière
Pauline Caro écrit des romans à partir de 1865, dont le premier, Le Péché de Madeleine, rencontre un grand succès. Suivent Flamen, Histoire de souci, Les Nouvelles Amours d'Hermann et de Dorothée. Elle publie d'abord anonymement. Après une longue interruption, elle reprend l'écriture et publie Amour de jeune fille, Complice !, Fausse Route, Fruits amers, L'Idole, Les Lendemains.
Elle entretient une correspondance assidue avec le poète Édouard Grenier, originaire de Baume-les-Dames.
Pauline Caro meurt en 1901, en son domicile parisien du 52, rue de Courcelles, à la suite d'une courte maladie[réf. nécessaire]. Elle est inhumée trois jours plus tard au cimetière du Montparnasse (division 29), aux côtés de sa fille et de son mari.

## Œuvres
- Le Péché de Madeleine, 1865
- Flamen, 1866
- Histoire de souci, 1868
- Les Nouvelles Amours d'Hermann et de Dorothée, 1872
- Amour de jeune fille, 1892
- Complice !, 1893
- La Fausse Route, 1890
- Fruits amers, 1892
- L'Idole, 1894
- Les Lendemains, 1895
- Idylle nuptiale, 1897
- Pas à pas, 1898
- Aimer c'est vaincre, 1904